# هوجو سانه‌توکی
هوجو سانه‌توکی (به ژاپنی: 北条 実時 Kanezawa Sanetoki)، کانازاوا سانه‌توکی; ۱ ژانویهٔ ۱۲۲۴ – ۳۰ نوامبر ۱۲۷۶) بنیان‌گذار کانه‌ساوا بونکو (کتابخانه کانه‌ساوا) از اعضای خاندان هوجو (شاخه کانه‌ساوا) اهل ژاپن بود.